# Cardinal flavert
Caryothraustes canadensis
Espèce
Statut de conservation UICN

 LC  : Préoccupation mineure
Répartition géographique
Le Cardinal flavert (Caryothraustes canadensis) est une espèce de la famille des Cardinalidae.

## Liste des taxons de rang inférieur
Liste des sous-espèces selon GBIF (15 mai 2021) :
- Caryothraustes canadensis simulans Nelson, 1912 — région du Darién
- Caryothraustes canadensis canadensis (Linné, 1766) — de l'est de la Colombie au Ceará
- Caryothraustes canadensis frontalis (Hellmayr, 1905) — forêt atlantique (nord)
- Caryothraustes canadensis brasiliensis Cabanis, 1851 — forêt atlantique

## Systématique
Le nom scientifique complet (avec auteur) de ce taxon est Caryothraustes canadensis (Linnaeus, 1766).
L'espèce a été initialement classée dans le genre Loxia sous le protonyme Loxia canadensis Linnaeus, 1766.
Ce taxon porte en français les noms vernaculaires ou normalisés suivants : Cardinal flavert, Cardinal flavert .